# Saison 2009 de l'équipe cycliste Fuji-Servetto
La saison 2009 de l'équipe cycliste Fuji-Servetto est la cinquième de l'équipe.

## Préparation de la saison 2009

### Arrivées et départs
| Arrivées           | Équipe 2008                                     |
| ------------------ | ----------------------------------------------- |
| Paolo Bailetti     | LPR Brakes-Ballan                               |
| Hilton Clarke      | Toyota-United                                   |
| Iván Domínguez     | Toyota-United                                   |
| Fredrik Kessiakoff | Full-Dynamix-IT                                 |
| Robert Kišerlovski | Adria Mobil                                     |
| Daniele Nardello   | Serramenti PVC Diquigiovanni-Androni Giocattoli |
| Fabrice Piemontesi | NGC Medical-OTC Industria Porte                 |
| Ricardo Serrano    | Tinkoff Credit Systems                          |
| Boris Shpilevsky   | Preti Mangimi-Prisma Stufe                      |
| Andrea Tonti       | Quick Step                                      |
| Davide Viganò      | Quick Step                                      |
| William Walker     | Rabobank                                        |
| Cameron Wurf       | Volksbank-Vorarlberg                            |

| Départs                    | Équipe 2009                                     |
| -------------------------- | ----------------------------------------------- |
| Raúl Alarcón               | Asfaltos Guerola-CA Valencia Terra i Mar        |
| Raivis Belohvoščiks        | Betonexpressz 2000-Limonta                      |
| Rubens Bertogliati         | Serramenti PVC Diquigiovanni-Androni Giocattoli |
| Denis Flahaut              | Landbouwkrediet-Colnago                         |
| José Ángel Gómez Marchante | Cervélo Test                                    |
| Rubén Lobato               |                                                 |
| Manuele Mori               | Lampre-NGC                                      |
| Luciano Pagliarini         |                                                 |
| Aurélien Passeron          | Nordland Hamburg                                |

## Coureurs et encadrement technique

### Effectif
| Cycliste                       | Date de naissance | Nationalité | Équipe 2008                                     |
| ------------------------------ | ----------------- | ----------- | ----------------------------------------------- |
| Paolo Bailetti                 | 15 juillet 1980   | Italie      | LPR Brakes-Ballan                               |
| José Alberto Benítez           | 14 novembre 1981  | Espagne     | Scott-American Beef                             |
| Iker Camaño                    | 9 mai 1979        | Espagne     | Scott-American Beef                             |
| David Cañada                   | 11 mars 1975      | Espagne     | Scott-American Beef                             |
| Eros Capecchi                  | 13 juin 1986      | Italie      | Scott-American Beef                             |
| Ermanno Capelli                | 9 mai 1985        | Italie      | Scott-American Beef                             |
| Hilton Clarke                  | 11 juillet 1979   | Australie   | Toyota-United                                   |
| Juan José Cobo                 | 11 février 1981   | Espagne     | Scott-American Beef                             |
| David de la Fuente             | 4 mai 1981        | Espagne     | Scott-American Beef                             |
| Jesús del Nero                 | 16 mars 1982      | Espagne     | Scott-American Beef                             |
| Iván Domínguez                 | 28 mai 1976       | Cuba        | Toyota-United                                   |
| Arkaitz Durán                  | 18 mai 1985       | Espagne     | Scott-American Beef                             |
| Alberto Fernández de la Puebla | 17 septembre 1984 | Espagne     | Scott-American Beef                             |
| Ángel Gómez                    | 13 mai 1981       | Espagne     | Scott-American Beef                             |
| Hector González                | 16 mai 1986       | Espagne     | Scott-American Beef                             |
| Beñat Intxausti                | 20 mars 1986      | Espagne     | Scott-American Beef                             |
| Josep Jufré                    | 5 août 1975       | Espagne     | Scott-American Beef                             |
| Fredrik Kessiakoff             | 17 mai 1980       | Suède       | Full-Dynamix-IT                                 |
| Robert Kišerlovski             | 9 août 1986       | Croatie     | Adria Mobil                                     |
| Javier Mejías                  | 30 septembre 1983 | Espagne     | Scott-American Beef                             |
| Daniele Nardello               | 2 août 1972       | Italie      | Serramenti PVC Diquigiovanni-Androni Giocattoli |
| Fabrice Piemontesi             | 16 août 1983      | Italie      | NGC Medical-OTC Industria Porte                 |
| Ricardo Serrano                | 4 août 1978       | Espagne     | Tinkoff Credit Systems                          |
| Boris Shpilevsky               | 20 août 1982      | Russie      | Preti Mangimi-Prisma Stufe                      |
| Andrea Tonti                   | 16 février 1976   | Italie      | Quick Step                                      |
| Davide Viganò                  | 12 juin 1984      | Italie      | Quick Step                                      |
| William Walker                 | 31 octobre 1985   | Australie   | Rabobank                                        |
| Cameron Wurf                   | 3 août 1983       | Australie   | Volksbank-Vorarlberg                            |

## Bilan de la saison

### Victoires
| Date       | Course                               | Pays    | Classe | Vainqueur          |
| ---------- | ------------------------------------ | ------- | ------ | ------------------ |
| 26/03/2009 | 4e étape du Tour de Castille et Léon | Espagne | 2.1    | Juan José Cobo     |
| 04/04/2009 | Grand Prix Miguel Indurain           | Espagne | 1.HC   | David de la Fuente |
| 29/04/2009 | 1re étape du Tour de Romandie        | Suisse  | PT     | Ricardo Serrano    |
| 18/09/2009 | 19e étape du Tour d'Espagne          | Espagne | HIS    | Juan José Cobo     |

### Résultats sur les courses majeures
Les tableaux suivants représentent les résultats de l'équipe dans les principales courses du calendrier international (trois des cinq classiques majeures et le Tour d'Italie et le Tour d'Espagne). Pour chaque épreuve est indiqué le meilleur coureur de l'équipe, son classement ainsi que les accessits glanés par Fuji-Servetto sur les courses de trois semaines.

#### Classiques
| Classique            | Milan-San Remo      | Tour des Flandres     | Paris-Roubaix | Liège-Bastogne-Liège | Tour de Lombardie   |
| -------------------- | ------------------- | --------------------- | ------------- | -------------------- | ------------------- |
| Coureur (classement) | Eros Capecchi (36e) | Ermanno Capelli (57e) | Non invitée   | Non invitée          | Juan José Cobo (9e) |

#### Grands tours
| Grand tour           | Tour d'Italie     | Tour de France | Tour d'Espagne                      |
| -------------------- | ----------------- | -------------- | ----------------------------------- |
| Coureur (classement) | Iker Camaño (39e) | Non invitée    | Juan José Cobo (10e)                |
| Accessits            | -                 |                | 1 victoire d'étape (Juan José Cobo) |

### Classement UCI
L'équipe Fuji-Servetto termine à la vingt-troisième place du Calendrier mondial avec 114 points. Ce total est obtenu par l'addition des points des cinq meilleurs coureurs de l'équipe au classement individuel que sont Juan José Cobo, 72e avec 64 points, Davide Viganò, 113e avec 26 points, Fredrik Kessiakoff, 152e avec 11 points, David de la Fuente, 153e avec 11 points, et Jesús del Nero, 224e avec 2 points.
| Rang | Coureur            | Points |
| ---- | ------------------ | ------ |
| 72   | Juan José Cobo     | 64     |
| 113  | Davide Viganò      | 26     |
| 152  | Fredrik Kessiakoff | 11     |
| 153  | David de la Fuente | 11     |
| 224  | Jesús del Nero     | 2      |
| 249  | Eros Capecchi      | 1      |